# Holding

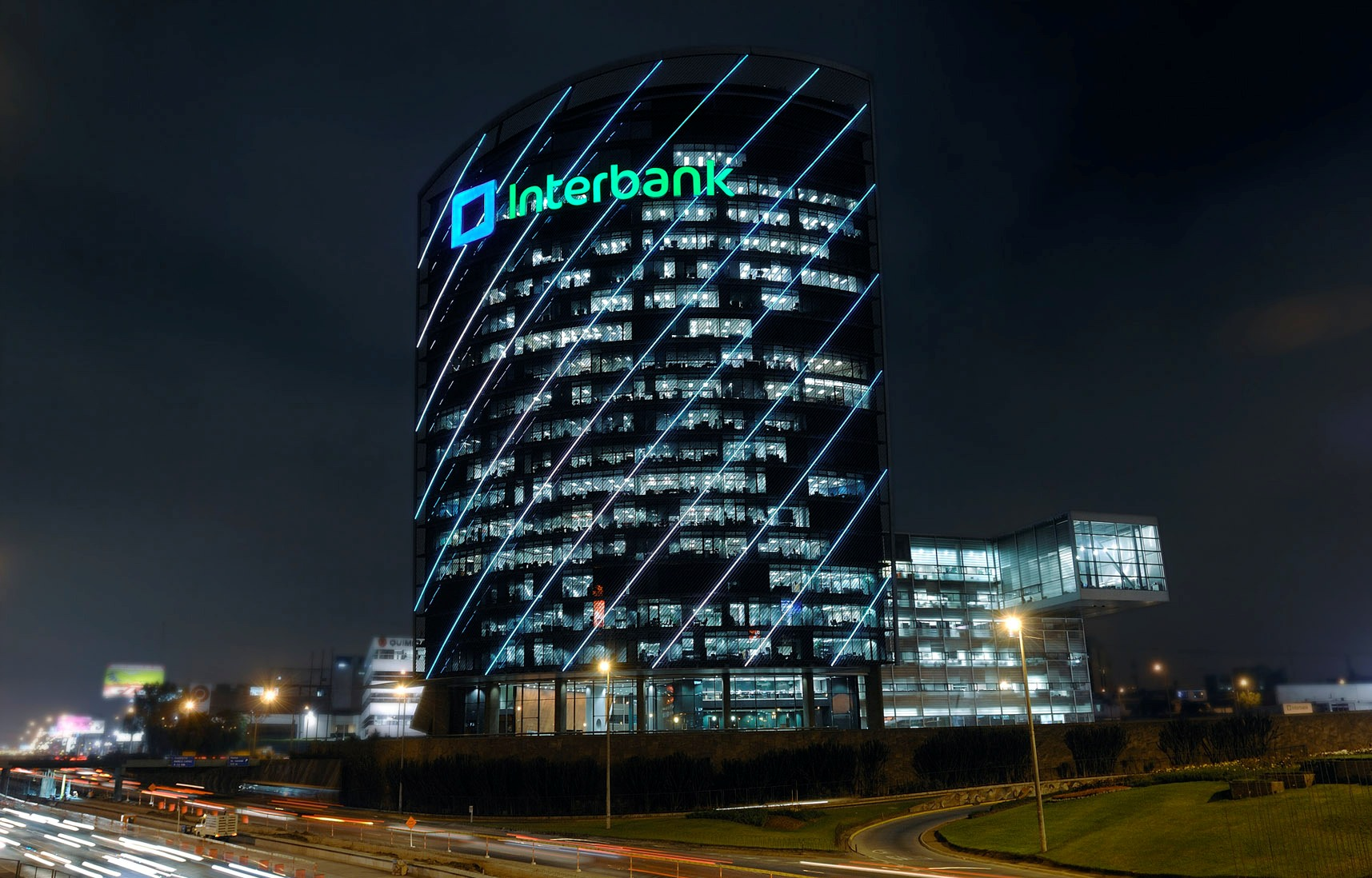
El grupo Intercorp con sede en Lima es un holding de Perú.

Holding (AFI: [ˈxoldiŋ]), sociedad tenedora de acciones o sociedad de cartera, es una sociedad comercial cuya principal o única función es la de tener y/o administrar la propiedad de otras sociedades o compañías. Puede considerarse una forma de integración empresarial, con todos los beneficios que esta representa, pero surge también cuando un grupo de capitalistas va adquiriendo propiedades y firmas diversas, buscando simplemente la rentabilidad de cada una y no la integración de sus actividades. 
En algunos países las leyes antimonopolio pueden restringir esta práctica. Existen holdings denominados financieros que se crean a través de los bancos y otras entidades financieras. También hay holdings que parten del patrimonio de una familia y holdings conformados por empresas estatales. Así mismo, existen holdings como agrupaciones de empresas de capitales comunes o relacionados que buscan maximizar los recursos económicos de estas, utilizando las sinergias que se dan entre las empresas que la conforman simplemente por ser todas de un mismo rubro o sector.